# Stanhome
Stanhome, anciennement Stanhome Worldwide Direct Selling, est une entreprise française d'origine américaine de vente directe qui distribue des produits pour la maison, la beauté et le bien-être.
Issue de l'entreprise américaine Stanley Home Products, Stanhome est une filiale du Groupe Rocher et compte plus de 10 000 vendeurs indépendants en France, ainsi que des filiales en Italie, en Espagne, au Mexique et au Vénézuéla. 

## Histoire

### Origines
En 1931, Frank Stanley Beveridge crée avec Stanley Home Products (puis Stanhome) aux États-Unis une nouvelle forme de vente pour les femmes et par les femmes : la vente en réunion, aussi appelée démonstration-vente à domicile,,.  
Stanley Home Products inspirera l'ingénieur américain Earl Tupper, fondateur de la marque Tupperware en 1946, pour la vente de ses produits. En 1947, Earl Tupper remarque que seuls deux de ses vendeurs porte-à-porte réussissent à vendre ses produits : Garry Macdonald et Brownie Wise, démonstratrice, travaillent pour Stanley Home Products et lui font découvrir la méthode de vente. Tupper embauche Brownie Wise, désormais considérée comme l'initiatrice des « réunions Tupperware » et l'une des femmes d'affaires les plus importantes du XXe siècle, et, en 1954, elle devient la première femme à faire la couverture du magazine Business Week,. 
Dix-neuf ans plus tard, en 1950, Stanley Home commence à se développer à l'international, sous l'impulsion de Foster E. Goodrich, avec la création d'une filiale mexicaine. Sept ans plus tard, la filiale vénézuélienne est créée. En 1962, Stanhome se développe en Italie, et six ans après en Espagne. En 1972, Stanley Home Products crée une filiale en France.  
En 1983, Stanley Home Products Inc. devient Stanhome[réf. nécessaire].
En 1997, le groupe Yves Rocher rachète à Stanhome Inc. sa filiale internationale Stanhome Worldwide Direct Selling pour 68 millions de dollars (394 millions de francs), excepté quatre licences américaines et une usine espagnole qui deviendra fournisseur du groupe français. L'entreprise américaine reprend son appellation d'origine « Stanley Home Products ».
En 2000, la marque Kiotis est créée par Jacques Romain Rocher, et lancée en France l'année suivante. En 2006, une filiale de Stanhome Worldwide Direct Selling est créée en Russie[réf. nécessaire]. 
En 2017, Stanhome France fête ses 45 ans et lance la marque Flormar[réf. nécessaire]. 

### Vente à domicile
En 1931 aux États-Unis, Franck Stanley Beveridge a l'idée de confier aux femmes le soin de faire connaître, de conseiller et de vendre ses produits, au cours de réunions à domicile. Dans un contexte économique difficile, l'investissement de départ est réduit : pas besoin de publicité, ni de réseau de distribution traditionnel.
Quarante ans plus tard, en 1972 Henriette Di San Marzano crée Stanhome France, à Marseille, sur le même principe de la vente en réunion[réf. nécessaire]. Stanhome s'appuie en France sur un réseau de plus de 10 000 conseillères indépendantes, appelées coachs. Ces coachs animent des réunions à domicile appelées coachings. 
Stanhome commercialise 4 marques :  
- Stanhome avec ses produits d'entretien;
- Stanhome Family Expert, des soins dermo-cosmétiques familiaux;
- Kiotis, des cosmétiques à base d'huiles essentielles;
- Flormar, des cosmétiques, avec plus de choix de teintes.